# Тріщини (фільм)
Тріщини, (англ. Cracks) — незалежна драма, за участі Еви Грін, Джуно Темпл, Марії Вальверде та Імоджен Путс, яка вийшла театрально у Великій Британії та Ірландії 4 грудня 2009 року. У США драма вийшла 18 березня 2011 року, завдяки IFC Films та була представлена публіці на каналі Showtime в кінці 2011 року.
Більшу частину фільму було знято у графстві Віклоу.

## Сюжет
Події відбуваються елітному Британському інтернаті з суворим режимом у 1930-х роках. Історія зосереджена на кліці дівчат, які ідеалізують свою загадкову інструкторку по стрибках у воду міс Джі (Ґрін). Міс Джі була студенткою цього ж інтернату, де й працює. Ді Редфілд (Темпл) схиблена на міс Джі, є її стабільною улюбленицею і лідером своєї групи. Та коли до школи прибуває нова іспанська учениця Фіамма Коронна (Вальверде), міс Джі концентрує свою увагу на ній. Саме тоді утворюється певний трикутник: міс Джі стає одержимою Фіаммою, Фіамма збентежена міс Джі, а також відкрито відчуває огиду до її лицемірства і обману (адже міс Джі стверджує «своїм дівчаткам», що вона подорожувала світом), а Ді страшенно ревнує і перетворює життя Фіамми на пекло.
Та пізніше дівчата роблять перші кроки, щоб здружитись. Під час вечірки у гуртожитку усі дівчата напились і Фіамма знепритомніла. Міс Джі забирає Фіамму до своєї кімнати, де починає її цілувати і придавати її сексуальному насильству, в той час коли Фіамма лежить без свідомості. Ді спостерігає за цим через привідкриті двері кімнати, а потім тікає.
Наступного ранку Фіамма почувається засмученою, міс Джі також. Ді розповідає дівчатам, що Фіамма спокусила міс Джі. Фіамма пригрозила розповісти про чіпляння іншим вчителям, тоді міс Джі, налякана, усвідомлює, що це буде кінцем її кар'єри. Вона починає маніпулювати прихильністю Ді до неї, і каже, що Фіамма почне брехати про її чіпляння до неї, і спланує так, щоб міс Джі вигнали зі школи. Звісно ж, Ді не дозволить, щоб це трапилось і починає з іншими дівчатами допитувати Фіамму, яка намагається пояснити і розказати правду. Вона тікає у ліс, та дівчата наздоганяють її, і під керівництвом Ді починають бити її кулаками і палицями. У Фіамми починається напад астми. Налякані дівчата перестають її бити і поспішають по допомогу. Ді в той час, біжить до міс Джі, яка спостерігала за цим побоїщем і не спробувала зупинити це. Вона просить дівчат побігти за допомогою до вчителів, а натомість, її залишити з Фіаммою.
У лісі, міс Джі відмовляється дати інгалятор Фіаммі, і спостерігає, як вона помирає. В той самий час прибігає Ді, яка бачить як міс Джі ставить інгалятор у вже нерухому руку Фіамми, і усвідомлює правду.
Пізніше, Ді розповідає дівчатам усю правду і вони об'єднуються проти міс Джі. З часом її звільняють від обов'язків вчителя.
У кінцевій сцені, Ді покидає школу, щоб досліджувати світ, про що Фіамма і міс Джі завжди розповідали. Міс Джі, звільнена зі школи, їде у місцеве село, де знаходить маленьку кімнатку, в якій буде жити і закриється від усього світу. У сцені глядач може краще зрозуміти складну особистість міс Джі, коли на стіл біля ліжка вона кладе спочатку одну свою річ, потім швидко забирає її і кладе на те місце іншу. Потім вона рахує речі, щоб впевнитись, що їх там лише п'ять. Ось тут глядач згадує, що коли Фіамма прибула до школи, у кімнату гуртожитку, Ді розказала їй про правило п'яти речей. Тепер глядачі усвідомлюють, що міс Джі була такою ж жертвою організаційного уставу, в якому вона виросла (напевне вона була як і багато інших дівчат покинутою і забутою своєю сім'єю), як і Фіамма була її жертвою.

## У ролях
- Ева Грін — міс Джі
- Джуно Темпл — Ді Редфілд
- Марія Вальверде — Фіамма Коронна
- Імоджен Путс — Поппі
- Еллі Нан — Лілі
- Адель МакКен — Лорель
- Зойї Керол — Роузі
- Клемі Диґдейл — Фаззі
- Шінейд Кьюсак — міс Нівен
- Дайрдр Донеллі — міс Лессі